# 이용석 (야구 선수)
이용석(1970년 3월 20일 ~)은 90년도 아마추어 야구 홈런왕 출신이며 신일고등학교 - 단국대학교를 졸업했다.
1992년 11월 24일 열린 2차지명에서  해태 타이거스  2순위로 지명되어 1993년 1월 7일 입단계약을 맺었고 이 과정에서 등번호 1번을 부여받았는데  본인(이용석)에 앞서 1992년 10월 19일 입단한 이대진이 등번호 1번을 제의받았지만 고사했다.
그 후 1군과 2군을 오르락 내리락 하다 결국 1994년을 끝으로 은퇴했는데 1993년 말 타 팀 이적설이 있기도 했다.